# فویت

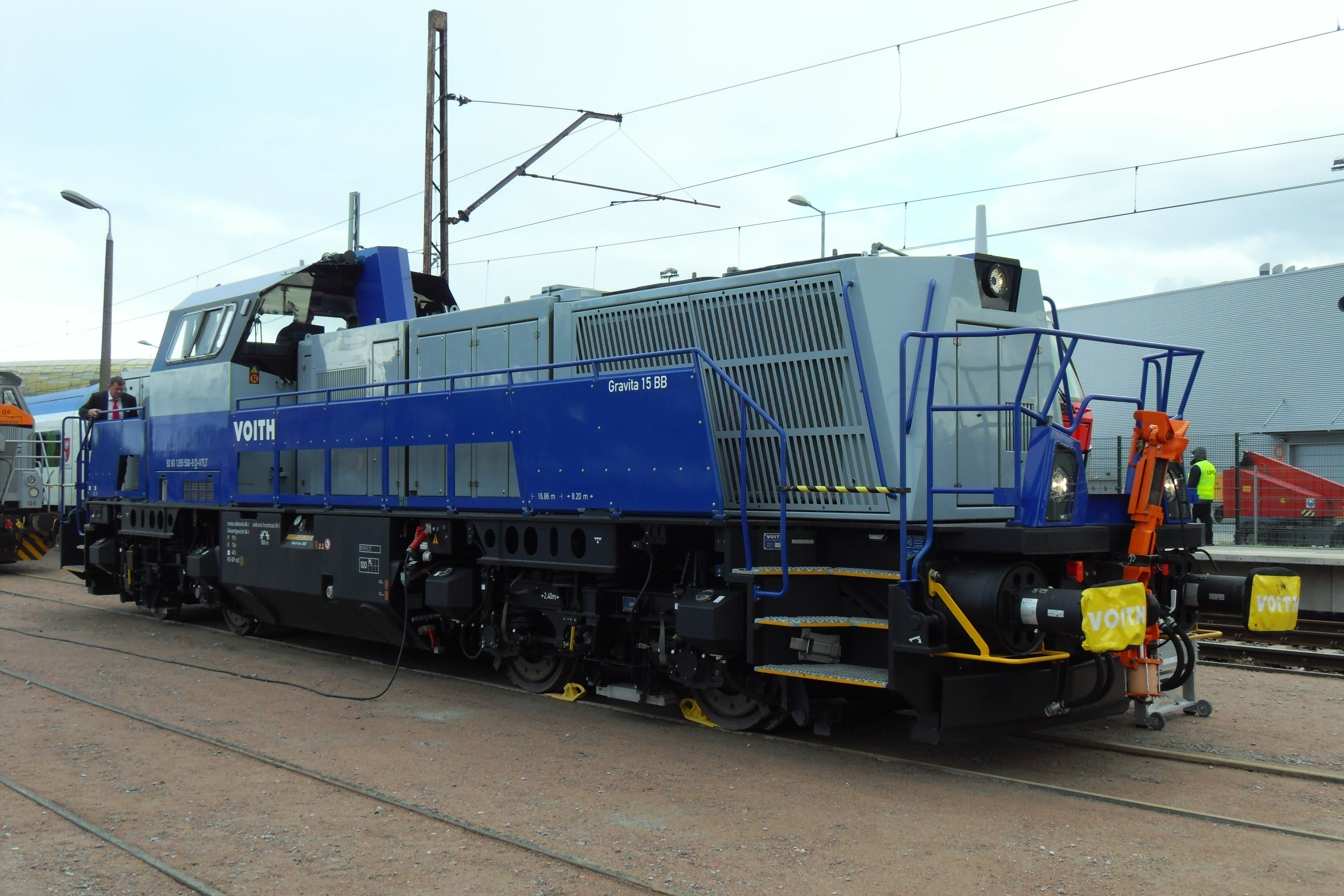
لکومتیو باری فویت مدل Gravita

فویت، (به آلمانی: Voith) یک شرکت آلمانی است، که دفتر مرکزی آن، در شهر هایدنهایم قرار دارد و در زمینه ساخت لکوموتیو، توربین آبی، سامانه‌های انتقال قدرت و احداث صنایع کاغذسازی فعالیت دارد.